# Ferreiró
Ferreiró is een plaats (freguesia) in de Portugese gemeente Vila do Conde en telt 660 inwoners (2001).